# Gallerucida heilongjiangana
Gallerucida heilongjiangana là một loài bọ cánh cứng trong họ Chrysomelidae. Loài này được Yang miêu tả khoa học năm 1994.